# Departamento de La Palma
La Palma fue uno de los departamentos en que se dividía el Estado Soberano de Cundinamarca (Colombia). Fue creado por medio de la ley del 10 de agosto de 1869. Tenía por cabecera a la ciudad de La Palma. El departamento comprendía parte del territorio de las actuales regiones cundinamarquesas de Bajo Magdalena y Rionegro.

## División territorial
El departamento al momento de su creación (1869) estaba dividido en los distritos de La Palma (capital), Caparrapí, La Peña, Topaipí y Yacopí.
En 1876 el departamento comprendía los distritos de La Palma (capital), Caparrapí, La Peña, El Peñón, Vergara y Yacopí.